# هانا كيارني
هانا كيارني (بالإنجليزية: Hannah Kearney)‏ هي متزحلقة حرة أمريكية، ولدت في 26 فبراير 1986 في هانوفر في الولايات المتحدة.

## وصلات خارجية
- هانا كيارني على موقع الاتحاد الدولي للتزلج (التزلج الحر) (الإنجليزية)
- هانا كيارني على موقع اللجنة الأولمبية الدولية (الإنجليزية)
- هانا كيارني على موقع أوليمبيديا (الإنجليزية)
- هانا كيارني على موقع اللجنة الأولمبية والبارالمبية الأمريكية (الإنجليزية)